# Ivo Yanakiev
Ivo Dmitrov Yanakiev (en bulgare : Иво Димитров Янакиев) est un rameur bulgare né le 12 octobre 1975 à Bourgas.

## Carrière
Ivo Yanakiev participe à l'épreuve de skiff aux Jeux olympiques d'été de 2000 à Sydney et se classe à la cinquième place. Quatre ans plus tard, il remporte la médaille de bronze dans la même épreuve à Athènes. Lors des Jeux olympiques d'été de 2008 à Pékin, il est engagé dans l'épreuve de deux de couple et termine dixième.